# ABC@home
ABC@home（エービーシー・アット・ホーム）はABC予想に関連するabcの組を見つける、教育的かつ非営利の分散コンピューティングプロジェクトである。

## プラットフォーム
Berkeley Open Infrastructure for Network Computing (BOINC) がプラットフォームに用いられている。
- ABC@Homeはライデン大学数学研究所とKennislinkの支援を受けて運用されている。

2011年3月、114カ国、7,300人を超えるアクティブ参加者の29億以上のBOINCクレジットにより、10テラフロップス（毎秒10兆演算）の演算能力を記録した。
2011年、プロジェクトは18桁までのすべてのabcの組を見つけるという目標を達成した。2015年までにプロジェクトは合計2380万組を見つけ、その直後にプロジェクトは終了した。